# رئیس‌جمهور قزاقستان
رئیس‌جمهور قزاقستان، رئیس کشور و فرمانده کل قوا در قزاقستان بوده و عالی‌ترین مقام رسمی قزاقستان است. قدرت‌های این مقام دولتی در قانون اساسی قزاقستان توضیح داده شده است. این منصب در ۲۴ آوریل ۱۹۹۰، یک سال قبل از فروپاشی شوروی ایجاد شده بود. اولین و تنها رئیس‌جمهور قزاقستان تا مارس ۲۰۱۹ نورسلطان نظربایف بوده است. هیچ‌یک از انتخابات ریاست جمهوری در قزاقستان توسط کشورهای غربی منصفانه و آزاد تلقی نشده است.

## رئیس‌جمهور در قانون اساسی
بخش ۵ از بند ۴۲ در قانون اساسی قزاقستان تعیین کرده است که هیچ‌کس نمی‌تواند بیش از دوبار به صورت پشت‌سرهم رئیس‌جمهور شود، اما هم‌چنین اظهار داشته است که محدودیت کنونی برای اولین رئیس‌جمهور اعمال نخواهد شد.

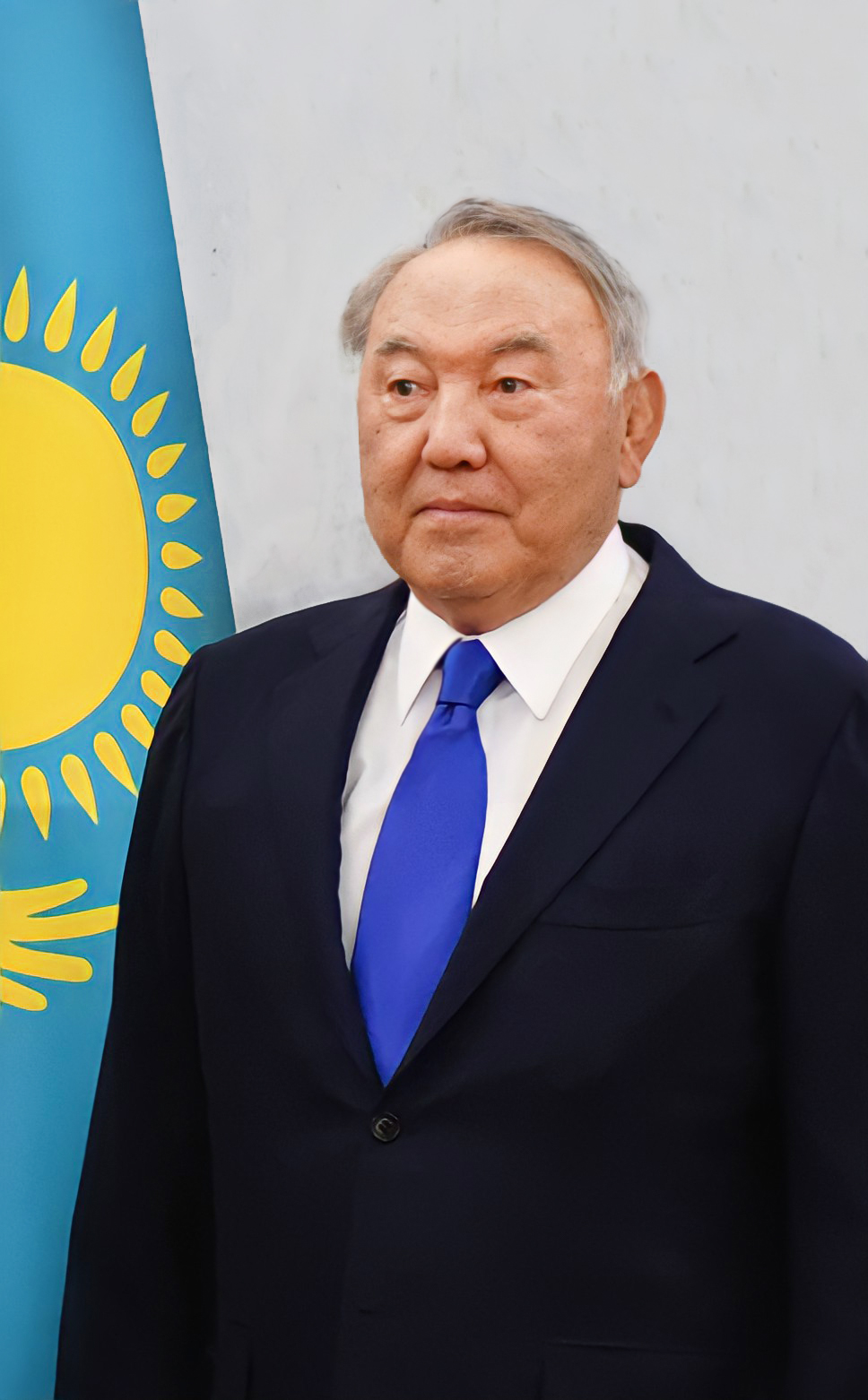
نورسلطان نظربایف، اولین رئیس‌جمهور قزاقستان